# لاكوما (محطة مترو أنفاق مدريد)
لاكوما (بالإسبانية: Lacoma)‏ هي محطة مترو أنفاق في مدريد في إسبانيا، تقع على الخط رقم 7.